# Erik-Jonsa-Bodmyrtjärnen
Erik-Jonsa-Bodmyrtjärnen är en sjö i Piteå kommun i Norrbotten och ingår i Jävreåns huvudavrinningsområde.